# Raceland (Kentucky)
Raceland é uma cidade localizada no estado americano de Kentucky, no Condado de Greenup.

## Demografia
Segundo o censo americano de 2000, a sua população era de 2355 habitantes.
Em 2006, foi estimada uma população de 2527, um aumento de 172 (7.3%).

## Geografia
De acordo com o United States Census Bureau tem uma área de
5,7 km², dos quais 5,7 km² cobertos por terra e 0,0 km² cobertos por água.

## Localidades na vizinhança
O diagrama seguinte representa as localidades num raio de 4 km ao redor de Raceland.